# Спиридонов, Василий Спиридонович
Василий Спиридонович Спиридонов (11 [23] января 1878, деревня Малый Красный Яр, Чистопольский уезд — 3 июля 1952, Ленинград) — русский советский литературовед и библиограф, доктор филологических наук, профессор, научный сотрудник ИРЛИ АН СССР (Пушкинского дома), заведующий кафедрой русской литературы Ленинградского педагогического института им. А. И. Герцена, исследователь творчества В. Г. Белинского и Л. Н. Толстого.

## Биография
Василий Спиридонович Спиридонов родился в 1878 г. в Казанской губернии в семье крестьянина. Учился в Казанской учительской семинарии. В 1902 г. экстерном окончил Казанский учительский институт, затем в 1910 г. — Петербургскую педагогическую академию лиги образования. Учился на словесно-историческом отделении Психоневрологического института, окончив его в 1914 г.
В 1899—1902 гг. был сотрудником «Самарской газеты» и «Саратовского листка». С 1897 г. работал учителем в школе, приходском училище, учительских семинариях. В 1920—1922 гг. являлся сотрудником Института книговедения, где заведовал библиотекой и архивом своего учителя проф. С. А. Венгерова. Преподавал на Красноармейских учительских курсах, в Литейном народном университете. С 1922 г. — профессор Самарского университета, с 1923 г. — профессор Витебского высшего педагогического института. В 1924 г. вернулся в Петроград. Читал историю русской журналистики в Институте истории искусств. С 1924 г. был библиотекарем РО БАН, работал над организацией библиографического отдел БАН. В 1924—1940 гг. — профессор языка и литературы в Ленинградской промакадемии им. И. В. Сталина, затем на Ленинградских ленинских курсах. С 1927 г. — научный сотрудник Толстовского музея. С 1927 г. — научный сотрудник I разряда НИИ при ЛГУ. В 1929—1931 гг. — научный хранитель архива Л. Н. Толстого в ИРЛИ АН СССР.
В 1936 г. защитил докторскую диссертацию «Художественно-педагогическое творчество Л. Н. Толстого». Во время войны, отказавшись уезжать в эвакуацию, преподавал в Ленинградском педагогическом институте им. М. Н. Покровского. За время войны прочел более 400 публичных лекций в воинских частях, выезжая на передовую, в Кронштадт, на Карельский перешеек. В 1943—1952 гг. являлся заведующим кафедрой русской литературы Ленинградского педагогического института им. А. И. Герцена. С 1944 г. был научным сотрудником ИРЛИ (Пушкинский дом). Читал лекции на Ленинградских Военно-педагогических курсах. Был профессором и заведующим кафедрой в Ленинградской партийной школе при обкоме и горкоме партии.
Член Ленинградского отделения Союза писателей СССР.

## Награды
Орден Трудового Красного Знамени и орден Красной Звезды, медали «За оборону Ленинграда» и «За доблестный труд в Великой Отечественной войне 1941—1945 гг.».
Лауреат премии им. В. Г. Белинского АН СССР (1950) за научный комментарий к шести томам и подготовку 13 тома (1948) Полного собрания сочинений В. Г. Белинского.

## Научная деятельность
Основная сфера научной деятельности — творчество В. Г. Белинского, А. А. Григорьева и Л. Н. Толстого.
Основные публикации В. С. Спиридонова связаны с текстологической, библиографической и редакторской работой над сочинениями А. Г. Григорьева, В. Г. Белинского и Л. Н. Толстого. Его усилиями было закончено начатое проф. С. А. Венгеровым в 1898 г. издание собрания сочинений В. Г. Белинского, прерванное в связи со смертью исследователя. В 1926 г. Спиридонов выпустил 12 том, в 1948 г. — 13, сопроводив его обширными комментариями-примечаниями (до 1200 примечаний, 27 п.л.). Во время работы над собранием сочинений обнаружил и установил авторство многих текстов Белинского. В комментариях раскрываются многие аспекты творчества и биографии Белинского: повод написания статьи, её влияние на литературную критику, отношения Белинского с другими писателями, цензурные вторжения. Комментарии дают информацию не только о работах Белинского, но и об истории русской литературы, критики, журналистики, общественно-политической мысли XIX века. Титанический труд был по достоинству оценен К. И. Чуковским. Из письма К. И. Чуковского Ю. Г. Оксману (8 апреля 1954 г.): «С величайшей благодарностью к Спиридонову я пользуюсь 13-м томом Белинского, где Сп[иридонов] проделал адову работу, достойную памятника. Но где же общественная благодарность этому великому труженику».
Другое направление его библиографических изысканий было связано с наследием Л. Н. Толстого. Он являлся автором книги «Л. Н. Толстой. Биобиблиография» (1933), при написании которой было использовано 356 периодических изданий и более 500 книг. В хронике, содержащейся в издании, упоминалось 1150 дат, связанных с жизнью Толстого. В дальнейшем библиограф стал заниматься рукописным наследием Толстого. Издал «Автобиографию С. А. Толстой» с собственным предисловием и комментариями. Опубликовал более 300 неизвестных рассказов Толстого «для детей и народа», снабдив их комментариями.
Основные работы
- Новые страницы деятельности Ап. Григорьева: (Драма «Отец и сын») // Бирюч Петроградских Государственных театров. Пг., 1919. Летний (июнь-авг.). С. 108—121.
- Автобиография С. А. Толстой (предисл. и комм. В. С. Спиридонова) // Начала. 1921. № 1.
- Аполлон Григорьев, 1822—1922: Биография и путеводитель по выставке в залах Пушкинского Дома. Пг., 1922. (соавт. М. Беляев).
- К истории изучения русской журналистики // Инструкция для описания журналов. Л., 1926.
- Л. Н. Толстой. Биобиблиография. М., Л.: Academia, 1933. 253, [2] c.
- Л. Н. Толстой. Л.: Госполитиздат, 1943. 120 с.